# Pierre Taffin
Pierre Taffin (Gand, 6 marzo 1664 – Valenciennes, 12 dicembre 1745) è stato un nobile e imprenditore francese, uno dei prima ad iniziare l'estrazione del carbone.
Era un rappresentante della nobiltà e auditore al Parlamento delle Fiandre a Douai. Un inverno, presso il suo castello a Vieux-Condé, incontrò il visconte Jean-Jacques Desandrouin, che viveva a Fresnes-sur-Escaut e insieme decisero di sviluppare l'attività mineraria, ma morì prima della fondazione della Compagnie des mines d'Anzin nel 1757.
Sposò Marie-Claire Duhamel dalla quale ebbe diciotto figli, solo tre dei quali gli diedero prole, formando così tre nuovi rami della famiglia. Per rendergli omaggio, la Compagnie des mines d'Anzin, nel 1834,  denominò un pozzo a suo nome a Bruille-Saint-Amand, poi abbandonato nel 1915. I suoi discendenti ebbero incarichi di responsabilità all'interno dell'azienda.

## Biografia
Pierre Taffin era nato casualmente a Gand, ora in Belgio, casualmente durante un viaggio compiuto dalla madre.
Entrò giovanissimo in magistratura dopo aver iniziato come avvocato presso il consiglio sovrano di Tournai. Nel 1698 acquisì l'incarico di vice procuratore generale presso lo stesso consiglio, che a quel tempo divenne il Parlamento delle Fiandre e il 7 giugno assunse la carica. Nello stesso anno, il 24 dicembre, sposò Marie-Claire Duhamel, di Valenciennes, figlia unica del M. Duhamel, giudice minore del Vieux-Condé, nel cui castello si celebrarono le nozze.
Pierre Taffin si dimise dal suo incarico in parlamento nel 1708, alla morte di suo suocero, per amministrare le terre di Vieux-Condé, Guœlzin, Hordain, Heursel, Beaudignies e Legonfour ereditate dalla moglie. Successivamente, divenne Procuratore generale presso il Consiglio provinciale dell'Hainaut francese, con sede a Valenciennes. Esercitò questa funzione fino al 1721, anno in cui venne abolita. A quel tempo, aveva la qualifica di scudiero, consigliere e segretario del re nella cancelleria del Parlamento delle Fiandre. Alla sua morte, fu qualificato come consigliere del re e auditore veterano della cancelleria della corte del Parlamento delle Fiandre.
Pierre Taffin viveva a Valenciennes, durante l'inverno, e trascorreva parte dell'estate nel suo castello di Vieux-Condé. Fu durante i suoi soggiorni al castello che fece amicizia con il visconte Jean-Jacques Desandrouin, che viveva nel castello di Fresnes-sur-Escaut. Da questo rapporto nacque la Compagnie Desandrouin-Taffin. Investì tutti i suoi averi in questo affare che lo portò sull'orlo della rovina e sua moglie morì di dolore nel 1729. Dopo aver ottenuto il successo, Luigi XV, per ricompensarlo, lo insignì del titolo di cavaliere e gli inviò la croce di Saint-Michel.
Pierre Taffin morì a Valenciennes il 12 dicembre 1745 a 81 anni, ma non ebbe la fortuna di vedere i suoi sforzi coronati dalla creazione della Compagnie des mines d'Anzin.